# Cromorne
Pour les articles homonymes, voir Cromorne (homonymie).
Ne doit pas être confondu avec Tournebout.

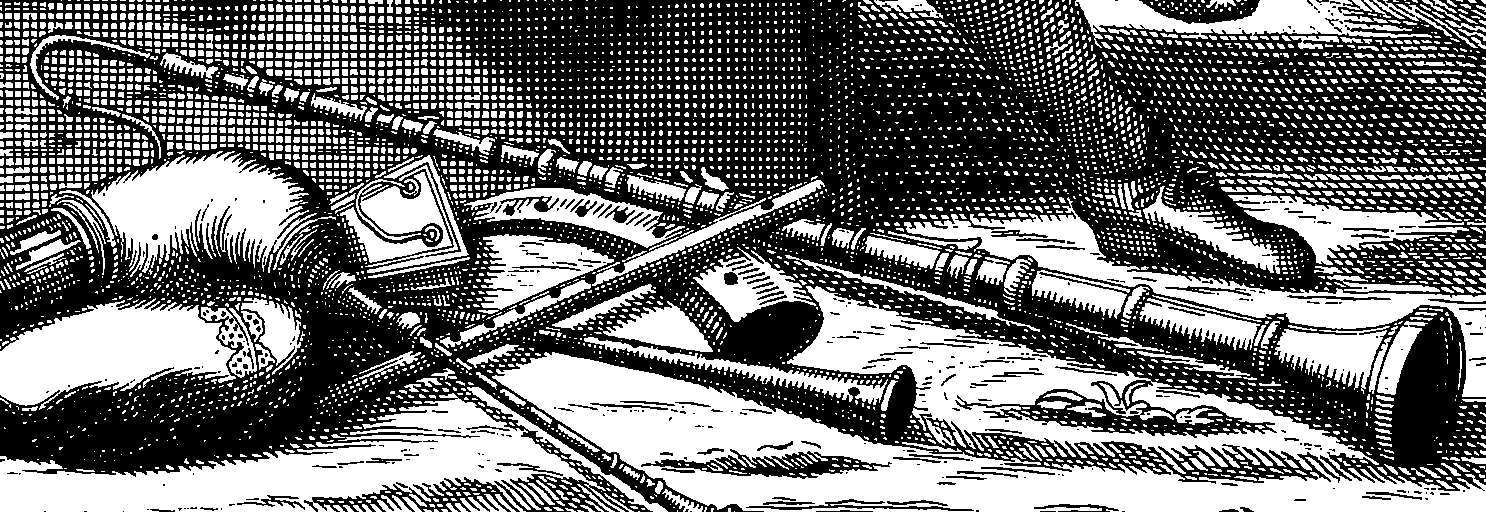
Cromorne (le plus grand instrument sur l'image).

Le cromorne est un genre de hautbois, instrument à anche double, construit en plusieurs sections emboîtables, plus ou moins l'ancêtre du hautbois moderne. C'est un instrument français attesté du milieu du XVIIe à la fin du XVIIIe siècle. C'est avec cet instrument que le hautbois français entre dans l'orchestre. Son nom a probablement inspiré le jeu d'orgue cromorne utilisé à cette époque aux Pays-Bas et en Allemagne.
Il ne doit pas être confondu avec l'instrument appelé Krummhorn en Allemagne mais tournebout en France.
Au moins quatre types de cromornes ont pu exister. Du plus petit au plus grand : le « dessus de cromorne », la « quinte de cromorne », la « taille de cromorne » et la « basse de cromorne ». Rapidement, le terme « cromorne » a été utilisé pour désigner uniquement la basse de cromorne, considérée alors comme la contrebasse de la famille des hautbois.

## Basse de cromorne

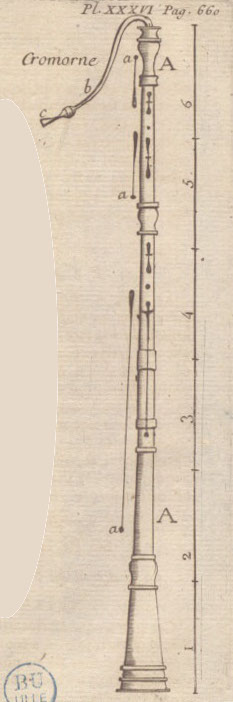
Gravure de Duflos, extraite du "Notionnaire" de Garsault

Mesurant plus de deux mètres de long (plus de 6 pieds), la basse de cromorne est un hautbois agrandi nécessitant un serpentin pour recevoir l'anche, et des clés d'extension pour boucher les trous. Il possède un registre équivalent à celui du basson contemporain, mais dispose d'une ampleur de son comparable à celles des grands tuyaux d'orgues. Il s'agit du type de cromorne ayant eu le plus de succès. Son emploi est attesté, entre autres, dans plusieurs opéras de Jean-Baptiste Lully.
« Le Cromorne est un instrument à vent et à anche. C’est la contrebasse du hautbois [...]. On s'en servait pour jouer les basses dans les grands chœurs, où il faisait un fort bel effet ; mais comme il fatigue la poitrine, le combat a fini sans doute faute de combattants, et on se sert à présent de la contrebasse de violon. »
— François Alexandre de Garsault

## Œuvres
- La Messe pour plusieurs instruments au lieu des orgues de Marc-Antoine Charpentier inclut une basse de cromorne[1].
- La Suite de Degrignis a été écrite pour la famille des cromornes[1].

### Article lié
- Orchestre français